# Wimmer (Familienname)
Wimmer ist ein Familienname.

## Namensträger

### A
- Albert Wimmer (* 1947), österreichischer Architekt
- Alois Wimmer (* 1960), österreichischer Komponist und Musiklehrer
- Andreas Wimmer (Jurist) (* um 1961), deutscher Jurist
- Andreas Wimmer (Soziologe) (* 1962), Schweizer Soziologe
- Andreas Wimmer (Rallyefahrer) (* 1970), österreichischer Rallyefahrer
- Andreas Wimmer (Unternehmer) (* 1981), österreichischer Unternehmer und Verbandsfunktionär
- Andreas J. Wimmer, deutscher Drehbuchautor und Filmproduzent
- Anian Christoph Wimmer (* 1973), deutsch-australischer Journalist, Publizist und Autor
- Anna Wimmer (1879–1956), deutsche Unternehmerin
- Anton Wimmer (1793–1870), deutscher Verwaltungsjurist und Politiker, siehe Johann Baptist Anton Wimmer
- Anton Wimmer (Politiker, 1867) (1867–1944), österreichischer Politiker (SDAP)
- Anton Wimmer (Widerstandskämpfer) (1885–1944), österreichischer Widerstandskämpfer
- August Wimmer (Mediziner) (1872–1937), dänischer Psychiater und Neurologe
- August Wimmer (Richter) (1899–1988), deutscher Richter

### B
- Barbara Wimmer (* 1979), österreichische Journalistin
- Bartholomäus Wimmer (* 1960), deutscher Mediziner und Unternehmer
- Beate Wimmer-Puchinger (* 1948), österreichische Psychologin
- Benedikt Wimmer, Gründer der Otto Wimmer Motorenfabrik unter dem Namen Benedikt Wimmer & Söhne
- Bernd Wimmer (* 1974), österreichischer Basketballtrainer
- Bernhard Wimmer (* 1958), deutscher Bildhauer und Installationskünstler
- Bonifaz Wimmer (Taufname Sebastian Wimmer; 1809–1887), deutscher Benediktiner
- Brigitte Wimmer (* 1946), deutsche Politikerin (SPD)

### C
- Carola Wimmer (* 1970), deutsche Kinderbuchautorin
- Charlotte Wimmer (1814–1867), österreichische Pianistin
- Christian Wimmer (* 1992), deutscher Filmschauspieler
- Christian Friedrich Heinrich Wimmer (1803–1868), deutscher Pädagoge und Botaniker, siehe Friedrich Wimmer (Botaniker)
- Christopher Wimmer (* 1989), deutscher Soziologe und Autor
- Clemens Alexander Wimmer (* 1959), deutscher Gartenplaner und Autor
- Conrad Wimmer (1844–1905), deutscher Jagd- und Landschaftsmaler

### D
- Daniel Wimmer (Fußballtrainer) (* 1982), deutscher Fußballspieler und -trainer, Cheftrainer der Litauischen Fußballnationalmannschaft der Frauen
- Daniel Wimmer (Fußballspieler) (* 2005), österreichischer Fußballspieler
- Detlef Wimmer (* 1984), österreichischer Politiker (FPÖ)
- Dorothee Wimmer (* 1967), deutsche Kunsthistorikerin

### E
- Eberhard Wimmer (* 1951), deutscher Architekt
- Eckard Wimmer (* 1936), deutschstämmiger US-amerikanischer Virologe und Biochemiker
- Eduard Wimmer (Politiker) (1802–1878), sächsischer Politiker
- Eduard Wimmer (Offizier) (1840–1902), bayerischer Offizier sowie Militär- und Heimatforscher
- Eduard Josef Wimmer-Wisgrill (1882–1961), österreichischer Innenarchitekt und Maler
- Elias Wimmer (1889–1949), österreichischer Politiker
- Emil Wimmer (Forstwissenschaftler) (1877–1954), deutscher Forstwissenschaftler und Hochschullehrer
- Emil Wimmer (Radsportler) (1953–2016), deutscher Radsportler
- Erich Wimmer (* 1934), deutscher Volkskundler
- Erika Wimmer Mazohl (* 1957), österreichische Schriftstellerin
- Ernst Wimmer (1924–1991), österreichischer Politiker und Journalist
- Ernst Ferdinand Wimmer (1869–1946), deutscher Jurist und Amtshauptmann

### F
- Felix Wimmer (* 1998), österreichischer Fußballspieler
- Ferdinand von Wimmer (1860–1919), k.u.k. Finanzminister
- Ferry Wimmer (1920–2013), österreichischer Sportjournalist
- Franz Wimmer (Architekt) (1885–1953), slowakischer Architekt deutscher Abstammung
- Franz Wimmer (Organist) (1907–1994), deutscher Organist, Pianist, Dirigent, Komponist und Musikpädagoge
- Franz Wimmer (Radsportler) (* 1932), österreichischer Radsportler
- Franz Wimmer-Lamquet (1919–2010), österreichischer/deutscher Abwehr- und SS-Offizier
- Franz Elfried Wimmer (1881–1961), österreichischer Botaniker und Theologe
- Franz Martin Wimmer (* 1942), österreichischer Kulturphilosoph
- Franz Xaver Wimmer (1881–1937), deutscher Maler
- Friedrich Wimmer (Botaniker) (Christian Friedrich Heinrich Wimmer; 1803–1868), deutscher Botaniker und Pädagoge
- Friedrich Wimmer (Verwaltungsjurist) (1897–1965), österreichischer Verwaltungsjurist und Beamter
- Friedrich Wimmer (Soldat) (1912–1986), hochdekorierter Soldat im Zweiten Weltkrieg
- Friedrich Wimmer (Komponist) (* 1932), österreichischer Kapellmeister und Komponist
- Fritz Wimmer (1879–1960), deutscher Maler

### G
- Georg Wimmer (Agrarwissenschaftler) (1865–1945), deutscher Agrikulturchemiker
- Georg Wimmer (Skilangläufer), deutscher Skilangläufer
- Georg Wimmer (Journalist) (* 1961), österreichischer Journalist
- Georg Wimmer (Fußballspieler) (* 1964), österreichischer Fußballspieler
- Gerd Wimmer (* 1977), österreichischer Fußballspieler
- Gerhard Wimmer (* 1953), österreichischer Tennisspieler
- Gottlieb August Wimmer (1791–1863), österreichischer Theologe
- Gustav Wimmer (General) (1834–1897), österreichischer Feldmarschall-Leutnant
- Gustav Wimmer (1877–1964), deutscher Landschaftsmaler

### H
- Hans Wimmer (Fußballspieler), deutscher Fußballtorhüter
- Hans Wimmer (1907–1992), deutscher Bildhauer
- Hans Wimmer (Sportfunktionär) (1910–2009), österreichischer Ruderer und Sportfunktionär
- Hans Wimmer (Rennrodler) (* 1947), deutscher Rennrodler
- Hans-Georg Wimmer (* 1959/1960), deutscher Sänger (Bass, Bariton, Tenor)
- Harald Wimmer (* 1941), deutscher Mathematiker und Hochschullehrer
- Hein Wimmer (1902–1986), deutscher Gold- und Silberschmied und Bildhauer
- Heinrich Wimmer (1897–1985), deutscher Komponist, siehe Heinz Wimmer (Komponist)
- Heinrich Wimmer (Organist) (* 1964), deutscher Organist
- Heinz Wimmer (Komponist) (1897–1985), deutscher Komponist
- Heinz Wimmer (Psychologe) (* 1946), österreichischer Psychologe und Hochschullehrer
- Heinz Carl Wimmer (1923–2013), deutscher Maler und Zeichner
- Helmut Wimmer (Architekt) (* 1947), österreichischer Architekt
- Helmut Wimmer (* 1956), österreichischer Kameramann
- Herbert Wimmer (* 1944), deutscher Fußballspieler
- Herbert J. Wimmer (* 1951), österreichischer Schriftsteller
- Hermann Wimmer (* 1936), deutscher Politiker (SPD)

### I
- Ignatz Wimmer (1908–1999), deutscher Unternehmer
- Ingo Wimmer (* 1962), österreichischer Tennisspieler

### J
- Jakob von Wimmer (1754–1822), k. k. Oberst und Kanalbauer
- Jakob Wimmer (1920–1993), deutscher Fußballspieler und -trainer
- Jan Wimmer (1926–2016), polnischer Historiker
- Jeffrey Wimmer (* 1972), deutscher Sozial-, Medien- und Kommunikationswissenschaftler
- Jochen Wimmer (1915–1961), deutscher Rennreiter und Sportjournalist
- Johann Wimmer (Politiker, 1874) (1874–1947), österreichischer Politiker (CSP), Nationalratsabgeordneter
- Johann Wimmer (Politiker, II), deutscher Politiker, MdL Bayern
- Johann Wimmer (Politiker, 1921) (1921–2004), deutscher Politiker (CSU)
- Johann Wimmer (Politiker, 1937) (auch Hans Wimmer; 1937–2020), österreichischer Politiker (SPÖ)
- Johann Baptist Anton Wimmer (1793–1870), deutscher Jurist und Politiker, Mitglied der Frankfurter Nationalversammlung
- Johannes Wimmer (* 1983), deutscher Arzt und Fernsehmoderator
- Josef Wimmer (Mediziner) (1742–1824), österreichischer Chirurg, Gynäkologe und Hochschullehrer
- Josef Wimmer (Verleger) (Joseph Wimmer; 1808–1894), österreichischer Unternehmer, Drucker und Verleger, Herausgeber der Tages-Post
- Josef Wimmer (Politiker, 1882) (1882–1957), österreichischer Gewerkschafter und Politiker (SPÖ)
- Josef Wimmer (Politiker, 1900), deutscher Funktionär der KPD
- Josef Wimmer (Physiker) (1887–nach 1944), deutscher Physiker und Wünschelrutengänger
- Josef Wimmer (Musiker) (genannt Joschi; 1910–1990), österreichischer Trompeter
- Josef Wimmer (Leichtathlet) (* 1926), österreichischer Sprinter
- Josef Wimmer (Herzpatient) (1931–1986), erster österreichischer Patient einer Herztransplantation
- Julius-Heinrich Wimmer (1897–1973), Bremer Bürgerschaftsabgeordneter (BDV)
- Julius Wimmer (1932–2021), Düsseldorfer Bildhauer

### K
- Karl Wimmer (Komponist) (1889–1971), deutscher Pädagoge und Komponist
- Karl Wimmer (Politiker) (1908–1985), österreichischer Politiker (ÖVP), Salzburger Landtagsabgeordneter
- Karl Wimmer (Schriftsteller) (1908–1994), deutscher Lehrer und Schriftsteller
- Karl Wimmer (Mediziner) (1910–1946), deutscher Mediziner
- Kevin Wimmer (* 1992), österreichischer Fußballspieler
- Klaus-Michael Wimmer (* 1951), deutscher Erziehungswissenschaftler
- Kurt Wimmer (Journalist) (* 1932), österreichischer Journalist
- Kurt Wimmer (Politiker) (* 1957), österreichischer Politiker (SPÖ)
- Kurt Wimmer (Drehbuchautor) (* 1964), US-amerikanischer Drehbuchautor und Regisseur

### L
- Ludwig Wimmer (1870–?), bayerischer Staatsrat
- Leopold Wimmer (1871–1946), österreichischer Politiker (SDAP)
- Lothar Wimmer (1889–1966), österreichischer Botschafter
- Ludvig Wimmer (1839–1920), dänischer Philologe und Hochschullehrer

### M
- Manfred Wimmer (Politiker) (1937–1993), deutscher Politiker (SPD)
- Manfred Wimmer (Go-Spieler) (1944–1995), österreichischer Go-Spieler
- Manfred Wimmer (Fußballfunktionär) (* 1954), deutscher Fußballfunktionär
- Manuel Wimmer (* 1992), deutscher Koch
- Manuel Wimmer (Wirtschaftsinformatiker), österreichischer Naturwissenschaftler
- Maria Wimmer (1911–1996), deutsche Schauspielerin
- Maria Wimmer (Autorin) (* 1944), deutsche Schriftstellerin und Lehrerin
- Maria A. Wimmer (* 1968), österreichische Informatikerin
- Marian Wimmer (1725–1793), Priestermönch, Mundart-Textdichter, Professor und Präfekt am Salzburger Benediktinergymnasium
- Martin Wimmer (* 1957), deutscher Motorradrennfahrer
- Matthias Wimmer (1879–1943), österreichischer Politiker (GdP), Abgeordneter zum Nationalrat
- Max Wimmer (1935–2015), deutscher Maler
- Michael Wimmer (Kulturwissenschafter) (* 1950), österreichischer Politik- und Kulturwissenschafter
- Michael Wimmer (Fußballspieler) (* 1980), österreichischer Fußballspieler
- Michael Wimmer (Fußballtrainer) (* 1980), deutscher Fußballtrainer
- Miriam Wimmer (* 1983), deutsche Fernsehmoderatorin
- Muriel Wimmer (* 1994), deutsche Schauspielerin

### N
- Nicolas Wimmer (* 1995), österreichischer Fußballspieler
- Norbert Wimmer (* 1942), österreichischer Jurist, Politiker und Universitätsprofessor

### O
- Oliver Wimmer (* 1991), österreichischer Musiker
- Oskar Wimmer-Groß (1909–1993), deutscher Architekt
- Otto Wimmer (1911–1966), österreichischer theologischer Enzyklopädist (Handbuch der Namen und Heiligen)

### P
- Patrick Wimmer (* 2001), österreichischer Fußballspieler
- Paul Wimmer (1929–2008), österreichischer Schriftsteller und Literaturwissenschaftler
- Paula Wimmer (1876–1971), deutsche Malerin und Grafikerin
- Pauline Wimmer (* 2001), deutsche Fußballspielerin
- Pawel Wimmer (* 1954), polnischer Journalist
- Peter Wimmer (* 1937), deutscher Langstreckenläufer (Deutscher Meister M 60)
- Petra Wimmer (* 1965), österreichische Politikerin (SPÖ), Abgeordnete zum Nationalrat

### R
- Rainer Wimmer (Germanist) (* 1944), deutscher Germanist und Hochschullehrer
- Rainer Wimmer (Politiker) (1955–2025), österreichischer Politiker (SPÖ) und Gewerkschafter
- Reiner Wimmer (* 1939), deutscher Philosoph
- Renate Wimmer (* 1970), deutsche Juristin und Richterin am Bundesgerichtshof
- Robert Wimmer (Baumeister) (1829–1907), deutscher Baumeister
- Robert Wimmer (Architekt) (* 1954), österreichischer Architekt
- Robert Wimmer (Leichtathlet) (* 1965), deutscher Ultramarathonläufer
- Rolf Spimmer-Wimmer (eigentlich Špimrvimr; 1902–1949), österreichischer Sänger (Tenor), Dirigent und Schauspieler
- Rudolf Wimmer (Maler) (1849–1915), deutscher Maler
- Rudolf Wimmer (Komponist) (1897–1963), österreichischer Komponist
- Rudolf Wimmer (Fußballspieler) (* 1944), deutscher Fußballspieler
- Rudolf Wimmer (Manager) (* 1946), österreichischer Manager und Hochschullehrer
- Ruprecht Wimmer (* 1942), deutscher Germanist

### S
- Scott Wimmer (* 1976), US-amerikanischer Rennfahrer
- Sebastian Wimmer, Taufname von Bonifaz Wimmer (1809–1887), deutscher Benediktiner
- Sebastian Wimmer (SS-Mitglied) (1902–1952), deutscher Polizist und SS-Hauptsturmführer
- Sebastian Wimmer (Schauspieler) (* 1983), österreichischer Schauspieler
- Sebastian Wimmer (Fußballspieler) (* 1994), österreichischer Fußballspieler
- Stefan Wimmer (Fußballspieler) (* 1967), deutscher Fußballspieler
- Stefan Wimmer (Autor) (* 1969), deutscher Schriftsteller und Journalist
- Stefan Jakob Wimmer (* 1963), deutscher Ägyptologe und Orientalist
- Susanne Wimmer-Leonhardt (* 1966), deutsche Politikerin

### T
- Thomas Wimmer (1887–1964), deutscher Politiker (SPD) und OB von München

### U
- Ullrich Wimmer (* 1947), deutscher Theologe und Experte für mechanische Musikinstrumente

### W
- Walter Wimmer (Politiker) (1919–2003), österreichischer Politiker (SPÖ)
- Walter Wimmer (Journalist) (1926–2015), deutscher Journalist und Redakteur
- Walter Wimmer (Historiker) (* 1930), deutscher Historiker und Hochschullehrer
- Walter Wimmer (Fußballspieler) (* 1943), deutscher Fußballspieler
- Werner Wimmer (* 1939), deutscher Betriebswirt, Banker und Funktionär
- Wilhelm Wimmer (General) (1889–1973), deutscher General
- Wilhelm Wimmer (Redakteur) (1899–1953), deutscher Redakteur, Herausgeber, Gewerkschaftssekretär und Politiker
- Wilhelm Wimmer (Ökonom) (1931–2025), deutscher Ökonom
- Wiljo Wimmer (* 1961), deutscher Politiker (CDU)
- Willy Wimmer (* 1943), deutscher Politiker (CDU)
- Wolfgang Wimmer (Manager) (1942–2017), österreichischer Manager
- Wolfgang Wimmer (Fußballspieler) (* 1965), österreichischer Fußballtorwart und Torwarttrainer

### Z
- Zamp Wimmer (* 1956), deutscher Maler und Fotograf